# Stig Schyldt
Stig Arne Harald Schyldt, född 8 mars 1944 i Malmö Sankt Pauli församling i Malmöhus län, är en svensk militär.
Schyldt tog officersexamen vid Kungliga Krigsskolan 1967 och blev fänrik vid Skånska luftvärnsregementet samma år samt kapten där 1972. Han inträdde som major i Generalstabskåren 1978. Åren 1978–1993 tjänstgjorde han vid Huvudavdelningen för armémateriel vid Försvarets materielverk, däribland som chef för Pansarvärnssektionen i Vapenavdelningen 1983–1987 och som överingenjör och projektledare för Stridsfordon 90 1987–1993. Han befordrades till överstelöjtnant 1984, överstelöjtnant med särskild tjänsteställning 1987 och överste 1990. Han var 1993–1995 chef för Roslagens luftvärnsregemente (från och med den 1 juli 1994 Roslagens luftvärnskår). År 1995 befordrades han till överste av första graden och var luftvärnsinspektör och chef för Arméns luftvärnscentrum 1995–1997. Från 1998 till sin pensionering 2003 tjänstgjorde han åter vid Försvarets materielverk: som chef för Vapenavdelningen 1998–2000 och som teknisk chef för markbaserade system 2000–2003.
Stig Schyldt invaldes 1995 som ledamot av Kungliga Krigsvetenskapsakademien.